# 亚历山大大帝建立的城市列表

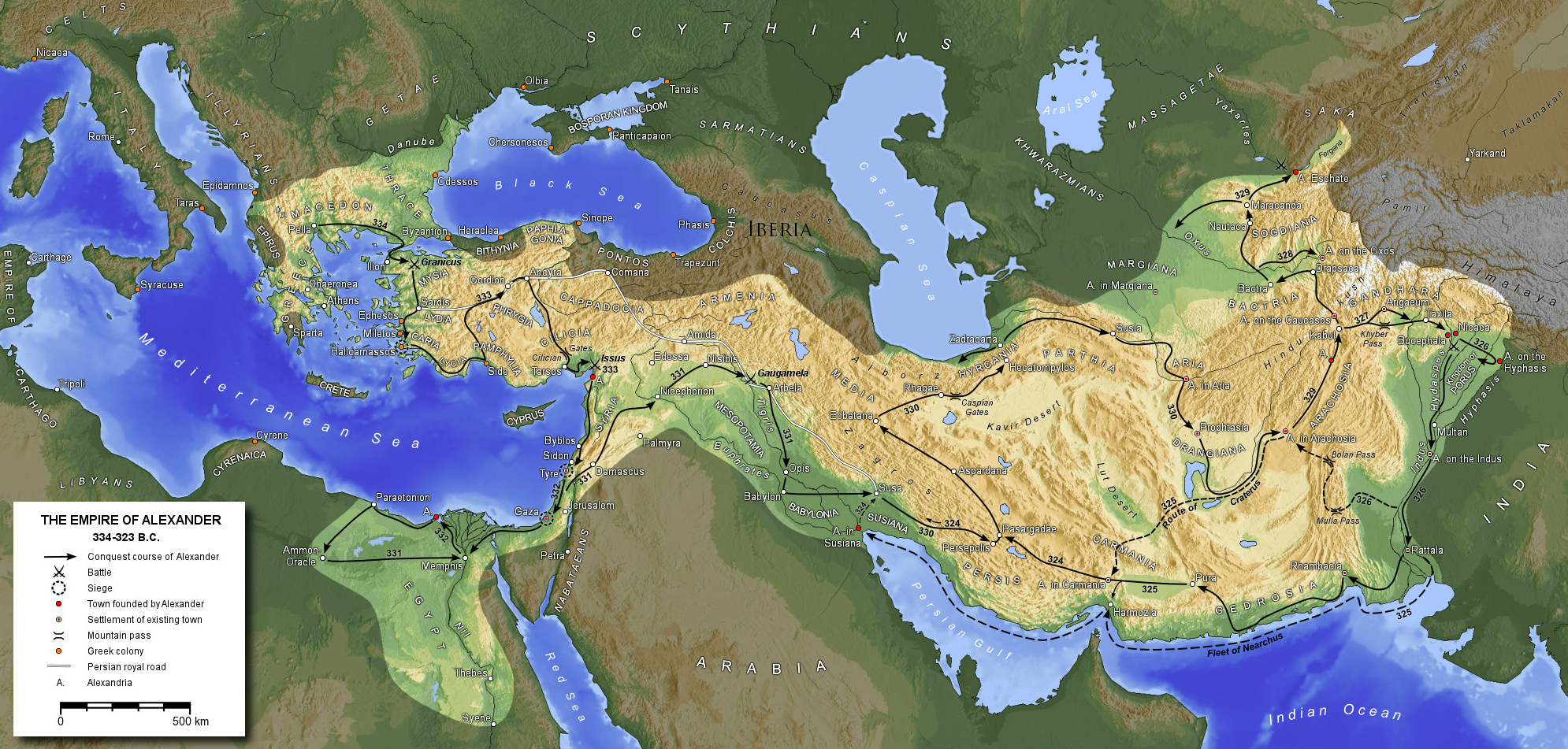
亚历山大大帝在他的军事生涯期间建立了许多定居点。

亚历山大大帝（公元前356年——公元前323年）是古代马其顿国王，他通过在亚洲各地发动大规模军事行动，创建了历史上最大的帝国之一。亚历山大从小就被作为统治者进行培养，并在其父亲腓力二世被刺杀后继承了王位。在平定了叛乱的藩属后，他于公元前334年入侵波斯阿契美尼德帝国。此后，亚历山大迅速征服了西亚和埃及的大片地区，然后又在伊苏斯和高加米拉战役中击败了波斯国王大流士三世。公元前327年，亚历山大大帝彻底实现了对阿契美尼德王朝旧有领土的完全统治。之后，亚历山大试图征服印度，但因疲惫的军队发生哗变而撤退。公元前323年，32岁的亚历山大在巴比伦去世，他的帝国也因其追随者之间爆发的一系列内战而土崩瓦解。
亚历山大大帝在征战期间建立了众多定居点，并以他自己或身边亲密追随者的名字命名。由于古代与中世纪学者的记载差异极大且常常相互矛盾，这些定居点一直是激烈争论的焦点。普鲁塔克在《亚历山大传》中对亚历山大城的估计最高为70座，但大多数文献证实亚历山大城的数量在10到20座之间。古希腊语《亚历山大传奇》根据不同修订本的列出了9到13座城市；这部传奇的叙利亚语、亚美尼亚语、希伯来语和埃塞俄比亚语版本记载了12或13座城市。诸如塔巴里、迪纳瓦里 (al-Dinawari）、哈姆扎·伊斯法罕尼（Hamza al-Isfahani）和库达马（Qudama）等编篡的波斯文献认为，亚历山大建立了9到12个定居点。拜占庭的斯蒂芬努斯记录了大约20个定居点。有些作者还记录了在特定区域建立的城市数量：例如，斯特拉波记载亚历山大在巴克特里亚建立了8座城市。关于亚历山大征战的记述，主要是阿里安、普鲁塔克、狄奥多罗斯、库尔提乌斯·鲁弗斯和查斯汀等人的记载提供了补充证据。最后，地理学家埃拉托色尼、托勒密和普林尼则借鉴了那些原本已失传的、由亚历山大步测员（负责测量距离的人员）所留下的证据。
在试图解读上述资料来源时，现代学者面临诸多难题。古典作家往往将每一处定居点都称作“polis”（意为“城市”），从人口众多的中心地区到小型军事驻防地一概如此；这造成了很大的混淆，特别是考虑到一处定居点可能最初只是军事殖民地，后来才发展成真正意义上的城市这种情况。尽管人们常说亚历山大为他所建立的所有定居点命名，但这种说法并不正确；尽管如此，这类定居点数量众多，导致许多定居点有了诸如“埃斯卡泰”（Eschate）或“奥克西阿纳”（Oxeiana）之类的绰号。由于有些定居点可能有多个这样的绰号，用历史学家盖泽尔·科恩的话来说，很可能“不同的作者，无疑反映了不同的地方传统，很可能用不同的别称指代的是同一个亚历山大城”。此外，许多定居点的确切位置尚不清楚。古典学家威廉·伍德索普·塔恩（William Woodthorpe Tarn）对此指出：“这一主题的难点颇多，不确定性的范围往往很大，造成混淆的源头也众多”。

## 可能建立的定居点
这份清单包含了由亚历山大大帝本人下令建立或重新建立的定居点，这些定居点通常是在他亲自参与的情况下建成的，且都在公元前323年他去世之前。清单不包括任何在他去世后建立或重新建立的定居点；也不包括那些只是声称与这位马其顿国王有关系的定居点。关于这些定居点的论述见下文。
那些其存在与否都受到质疑的定居点被标注为“存疑”；那些已知确实存在，但学者们对其建立缘由存在争议的定居点被标注为“有争议”；而那些既已知存在，又被学者们认可为是亚历山大所建立的定居点则被标注为“公认”。
| 定居点名称 其他名称                                 | 建立年份                  | 位置                                           | 详述 | 历史可靠性 |
| --------------------------------------------------- | ------------------------- | ---------------------------------------------- | --- | ---------- |
| 特罗亚斯的亚历山大城                                | 公元前334年               | 特罗亚德地区，现今土耳其恰纳卡莱省             | 亚历山大·特罗阿斯通常被认定为是由安提柯一世在公元前311年建立的一座城市。十年后由另一位继业者利西马科斯对其进行了重建。然而，历史学家W·W·塔恩（W. W. Tarn）提出理论称它是亚历山大所建；塔恩将其认定是“格拉尼库斯河的亚历山大城”，并断言亚历山大曾承诺要建造一座城市，以纪念他当时在格拉尼庫斯河取得的胜利。但像弗雷泽（Fraser）和科恩（Cohen）等历史学家并不认可这一理论。 | 有争议     |
| 撒馬利亞                                            | 公元前332年 — 公元前331年 | 现今巴勒斯坦国塞巴斯蒂亚                       | 据庫爾提烏斯·魯福斯记载，当亚历山大身处埃及之时，撒马利亚的居民发动了叛乱。当他返回后便惩处了叛乱者，并安排马其顿人在该地区定居。很有可能是佩尔狄卡斯奉命来安置这座城市；另外，维克多·切里科夫（Victor Tcherikover）推测，佩尔狄卡斯也许是在公元前323年亚历山大死后才重建了这座城市。弗拉維奧·約瑟夫斯提到，当地居民重新获得了统治者的青睐，并获准重建他们的神庙以及防御工事。 | 有争议     |
| 埃及的亚历山大港                                    | 公元前331年               | 埃及亚历山大                                   | 亚历山大在位期间所建立的首个重要定居点就是亚历山大城，它于公元前331年初建在尼罗河三角洲西部的马雷奥蒂斯湖和地中海之间。关于这座城市是在亚历山大访问锡瓦绿洲之前还是之后建立的，存在争议；他建立亚历山大城的动机同样颇具争议，人们常常提及军事、政治、经济以及贸易等方面的因素。这座定居点后来发展成为世界上最重要的城市之一，据估计在公元1年时，其人口达到了50万至60万。 | 公认       |
| 傑拉什 Antioch on the Chrysorhoas                   | 公元前331年               | 约旦傑拉什                                     | 楊布里科斯所提及的一种晚期传说，将“杰拉什”（Gerasa）这个名字与亚历山大联系起来，这很可能是臆想出来的。在该地发现的罗马硬币，是在塞普蒂米烏斯·塞維魯、卡拉卡拉和埃拉伽巴路斯统治时期铸造的，上面刻有与亚历山大相关的图像和铭文，而且有一个可追溯至公元前3世纪早期的基座上提到了继业者之一的佩爾狄卡斯。因此，人们认为有可能是佩尔狄卡斯遵照亚历山大的命令建立了这个聚居地。然而，碑铭、钱币以及文献方面的证据出现的时间都比较晚，所以很有可能与亚历山大的关联是后来编造出来的。 | 有争议     |
| 亚历山大利亚·阿里安那（Alexandria Ariana）          | 公元前330年               | 现今阿富汗赫拉特附近                           | 亚历山大里亚·阿里亚纳（Alexandria Ariana）的存在得到了诸如埃拉托斯特尼、老普林尼等地理学家以及伊斯兰编年史家塔巴里和雅古特·哈迈维的证实，但未得到诸如阿里安或狄奥多罗斯等希腊历史学家的证实。人们普遍认为，这座城市位于现今的赫拉特附近，赫拉特地处一片肥沃的绿洲且位于几条贸易路线之上；由于赫拉特尚未进行考古发掘，所以该城的确切位置尚不清楚。亚历山大里亚·阿里亚纳有时被认定为阿契美尼德王朝聚居地阿尔塔科阿纳（Artacoana）的重建之地，不过鉴于现有资料对这两个地方有着明确的区分，所以这种说法被认为不太可能成立。 | 公认       |
| 阿拉科细亚的亚历山大城                              | 公元前330年               | 阿富汗坎大哈                                   | 各种资料都证实，在阿拉霍西亚、阿拉科托伊（Arachotoi）或阿拉科西奥鲁姆（Arachosiorum）地区存在一座名为亚历山大里亚（Alexandria）的城市；然而，传记作家阿里安和查士丁并未提及这样一座城市。弗雷泽和科恩都强调，将上述名称认定为同一座城市只是一种假设，尽管这一假设颇有说服力。倘若属实，传统上会将阿拉霍西亚的亚历山大里亚认定为旧坎大哈（Old Kandahar）。有金石学证据支持这一理论，在该地区发现了诸如《切海尔·济纳法令》（Chehel Zina Edict）以及《索菲特斯献词》（Sophytos dedication）等希腊铭文。此外，早期的伊斯兰博学家花拉子米将坎大哈认定为“东方的亚历山大里亚”。                                                            | 公认       |
| 极边亚历山大里亚                                    | 公元前329年               | 很可能位于现今塔吉克斯坦的苦盏附近             | 据阿里安记载，在围攻居洛波利斯（Cyropolis）后不久，亚历山大就在锡尔河下游建立了一个聚居地，以抵御斯基泰部落民，保卫该地区。这座城市耗时三周建成，定居于此的有希腊雇佣兵、当地部落民以及受伤的马其顿老兵。传统上，人们认为此地就是苦盏，苦盏控制着布哈拉 — 撒马尔罕的贸易路线以及通往肥沃的费尔干纳盆地的通道。对这座现代城市的考古发掘表明，阿契美尼德王朝曾占据过此地。作为居洛波利斯（由居鲁士大帝所建聚居地）的重建，极边亚历山大里亚（Alexandria Eschate）在文化和军事方面都有着重要意义；弗雷泽称其为“自埃及的亚历山大之后在政治上最具重要意义的（建城）举措”。                                                                | 公认       |
| 高加索的亚历山大城 Alexandria in Parapamisdai       | 公元前329年               | 在兴都库什山脉附近                             | 所有主要的历史学家以及普林尼都证实了这一聚居地的存在，但他们都没有使用其现今的主要地名。亚历山大在从烏弋山離出发后，安排了7000名当地人以及3000名退役士兵在此定居。次年春天返回时，他撤掉了之前任命负责此地的总督，改由其夥友騎兵尼卡諾爾接任。高加索地区的亚历山大里亚的存在已被普遍认可，但其位置尚不清楚；多数观点认为它位于兴都库什山脉以南，靠近现今的巴格拉姆。 | 公认       |
| 马及挨那的亚历山大城                                | 公元前328年               | 土库曼斯坦格约尔-卡拉                          | 老普林尼是首位证实这一聚居地存在的人；其后，斯特拉波补充称，安条克一世重建了防御工事，并建立了一座他称之为“安条克”（Antioch）的城市。托勒密以及哈拉克斯的伊西多尔的记载中都提到了“安条克”这一名称。安条克一世所建的城墙已在梅尔夫附近的格约尔-卡拉被确认，在诸如塔巴里、迪纳瓦里、哈姆扎·伊斯法罕尼和库达马等人的穆斯林史料中，此地呈现为亚历山大所建。然而，关于究竟是亚历山大建立了这一聚居地，还是后来的塞琉古王朝建立的，存在着相当多的争议。 | 有争议     |
| 尼卡亚和布塞发拉                                    | 公元前326年               | 位于巴基斯坦的希达斯皮斯河（今杰赫勒姆河）两岸 | 据阿里安记载，在希达斯皮斯河（今杰赫勒姆河）畔击败印度国王波羅斯后不久，亚历山大就在河两岸各建立了一座彼此相对的城市。那场战役是在东岸进行的，所以亚历山大将东岸的城市命名为尼凯亚（Nikaia）；为纪念自己不久前死去的心爱战马，他将西岸城市命名为布塞法拉（Bucephala）。这两座城市的位置尚不清楚：有些人认为它们位于现今的傑赫勒姆，而另一些人则认为它们位于往南30英里处的贾拉尔布尔（Jalalpur）。考虑到当地地势多沼泽以及季风频繁的特点，不太可能找到太多的考古证据。布塞法拉一直存续到了公元1世纪；而人们对尼凯亚的了解则少得多。                                                                                                  | 公认       |
| Alexandria in Orietai Alexandria Rhambakia          | 公元前325年               | 在巴基斯坦俾路支省的印度河河口附近。           | 亚历山大在从印度返程途中入侵了欧瑞泰（Oritae）部落的领地，占领了他们位于兰巴基亚（Rhambakia）的总部。据阿里安记载称，亚历山大看中了此地的位置，于是命令赫费斯提翁负责建造城市，又命令列昂納托斯安排人员在此定居。狄奥多罗斯提到，亚历山大将其命名为亚历山大里亚（Alexandria），而库尔提乌斯·鲁福斯则称，此地的定居者来自阿拉霍西亚。这座城市建立的目的很可能是为了控制贸易路线，它设有可供海上贸易使用的港口，并且能够通往该地区具有重要战略意义的山口。由于自古代以来海岸线已发生了重大变化，所以其位置尚不确定；一种假说认为它位于现今的韦尔帕特（Welpat）附近，而另一种说法则将这一聚居地定位在米亚尼霍尔（Miani Hor）泻湖一带。 | 存疑       |
| 条支 （Alexandria in Susiana）                      | 公元前324年               | 很可能位于伊拉克的奈桑                         | 现代历史学家有时会将其地名称作苏锡安那的亚历山大里亚（Alexandria in Susiana），条支是亚历山大在底格里斯河与幼发拉底河交汇处建立的一个聚居地后来使用的名称。阿里安和老普林尼都证实了这个聚居地的建立。它很可能是为充当巴比伦的贸易中转站而设立的，后来在遭受洪水破坏后，被一位不知名的塞琉古国王（很可能是安条克四世）重建并更名为安条克（Antioch）。大约在公元前141年，伊朗王子希斯保西尼斯（Hyspaosines）再次重建此地，并以自己的名字将其重新命名为斯帕西努·卡拉克斯（Spasinou Charax）。尽管这座城市很可能位于现今伊拉克的奈桑（Naysan），但因自古代以来该地区的水文状况几乎一直在不断变化，其位置一直存在争议。                  | 公认       |
| 巴比伦附近的亚历山大里亚（Alexandria near Babylon） | 未知                      | 未知                                           | 围绕着对这一聚居地的认定存在着诸多严重问题。《亚历山大传奇》的不同版本，如雅古特·哈迈维以及西里阿尼德斯（Cyranides）都声称它的存在，并指出其位于下美索不达米亚的巴比伦附近。倘若它确实存在，那么它有可能是由塞琉古王朝建立的，尽管并没有证据表明他们曾以亚历山大的名字来命名城市。众多学者认为它与其他已被证实存在的亚历山大里亚是同一地方，比如条支、赫迪丰河畔的塞琉西亚（Seleucia-on-the-Hedyphon）、帕拉科帕斯附近的亚历山大里亚（Alexandria near the Pallakopas）以及底格里斯河上的亚历山大里亚（Alexandria on the Tigris）。                                                                                                  | 存疑       |

- 托勒密王朝时期的亚历山大城规划
- 19世纪坎大哈城堡的废墟。亚历山大可能占领了同一地点或在此建立了定居点。
- 亚历山大·特洛阿斯（英语：Alexandria Troas）遗址，W·W·塔恩推测是由亚历山大建立的。
- 伊拉克奈桑（英语：Naysān (Iraq)）考古遗址平面图，可能是查拉克斯·斯帕辛努（英语：Charax Spasinu）的所在地

## 其他定居点

### 欧洲
当腓力二世围攻佩林索斯时，摄政王亚历山大征服了位于今保加利亚西南部的一个色雷斯部落梅迪。根据普鲁塔克的说法，他在该地区建立了一个小型定居点，并将其命名为亚历山大波利斯，这也是第一座以亚历山大为名的城市。这个名字与他父亲建立的菲利普波利斯相呼应，而且很可能是遵照腓力的命令所取的名字。该定居点的具体位置尚不清楚，一些学者对其真实性也存疑。

### 小亚细亚
许多古代定居点都声称与亚历山大有着重要的关系。在小亚细亚，这样的城市包括伊利昂、普里埃内和士麦那。公元前334年，亚历山大到访了已成废墟的特洛伊所在地伊利昂。他下令免除该城镇的赋税，并要求重建城内建筑；后来他还承诺要将伊利昂打造成一座伟大的城市。然而，在亚历山大有生之年，这些计划无一得以实现。当地一个名为 “亚历山大里斯”（Alexandris）的部落，其名称很可能源自传说中的帕里斯（有时也被称为亚历山大），而不是马其顿国王亚历山大。尽管亚历山大确实对普里埃内很感兴趣（包括将该城的神庙献给雅典娜并给予民众免税优待），尽管该镇很可能在四世纪末重建，但并没有直接证据表明亚历山大实施了这一重建举措。对该地的考古发掘未能发现前希臘化時代的遗迹。虽然后来的作家保萨尼亚斯、老普林尼和埃利乌斯·阿里斯提得斯都记载一些传统观点，认为亚历山大重建了士麦那，但斯特拉波在公元前一世纪的著作中却指出，该定居点是在亚历山大死后由安提柯一世重建的。该地区其他声称与亚历山大有关联但可信度更低的定居点包括埃盖、拉特莫斯河畔的亚历山大、阿莫里乌姆、阿波罗尼亚、克里索波利斯、攸卡尔皮亚、克勒托波里斯、尼西亚和奥特鲁斯等。

### 埃及、腓尼基和叙利亚
在叙利亚，安条克城（日后成为古代世界的主要城市之一）被宣称与亚历山大有关系。据公元4世纪生于该城的利巴尼乌斯所述，亚历山大原本计划在日后安条克城所在的地方建立一座城市，但却没有足够的时间去实施这一计划。相反，他为宙斯建立了一座神殿和一座小堡垒。这种说法很可能只是当地的一个传说罢了。位于现代伊斯肯德倫附近区域的伊苏斯旁的亚历山大城，仅有西姆努斯以及《亚历山大传奇》的部分修订本将其记载为亚历山大所建；在其附近发现的一枚印章上刻有这位国王的肖像。鉴于亚历山大着重将埃及的亚历山大城视为自己建立的第一座城市，所以人们认为他建立这座城的可能性极小，尽管这座城几乎可以肯定是存在的。在腓尼基和埃及、加沙和泰尔等城市有时被记载为亚历山大重建的城市。泰尔于公元前332年被围困并被摧毁，加沙在同一年晚些时候也遭遇了同样的命运。尽管亚历山大对这两座城市都进行了重建并重新安置了居民，但它们通常不被视作是新建的城市，而是大规模的修复重建。其他缺乏有力证据支持的说法还包括亚历山大罗斯凯内、卡皮托利亚斯、狄乌姆、拉里萨·西扎拉、尼科波利斯、帕拉伊托尼翁、佩拉和塞琉西亚·阿比拉等城市与亚历山大有关的说法。

### 东部省份
在美索不达米亚，尼基福里翁（今拉卡）有时会被认为是亚历山大所建，但更有可能是由塞琉古一世建立的。19世纪东方学家H.C.罗林森提出，这位马其顿国王在亚述高加米拉战役后不久，在战役附近建立了一个定居点。有众多证据表明亚历山大在下美索不达米亚建立了一座城市：人们提出了许多城市名称，诸如海迪丰河畔的塞琉西亚、巴比伦附近的亚历山大城、帕拉科帕斯附近的亚历山大城以及底格里斯河畔的亚历山大城等；但其中一些名字可能指的是同一座城市。亚历山大卡尔马尼亚城可能在卡尔马尼亚建立的，但其存在的证据却很少；如果它确实存在过，那很可能是后来才建立的。同样，据说位于卡尔马尼亚附近的亚历山大祭坛和马其顿港可能是尼尔库斯建立的大象狩猎站。据称，一个名为亚历山大波利斯的定居点建立在尼萨附近，但没有证据表明该定居点是在军队通过里海之门后的短期内就建立起来的。
再往东，位于萨卡斯坦的亚历山大城很可能是在亚历山大死后才建立的，只是后来才被归到他名下。有诸多亚历山大城被证实位于巴克特里亞、索格底亚那以及印度次大陸地区。然而，大多数被认为是同一处定居点的不同名称。因此，亚历山大·奥皮阿内城和亚历山大·卡皮萨城被视作是高加索的亚历山大城的不同叫法。巴克特拉附近的亚历山大城和奥克西阿纳的亚历山大城可能都指代那处存在争议的同一处定居点。而在印度，塔克西拉和帕塔拉这两处定居点很可能原本就存在，但亚历山大大概都没有建立过它们。昆圖斯·庫爾提烏斯·魯福斯曾写道，亚历山大在印度河三角洲建立了几座城市，但这些很可能只是军事驻防地。

## 脚注

### 引文
1. 1 2  Bosworth (1988).
2. ↑  Lane Fox (2004).
3. ↑  Briant (2010).
4. ↑  Tarn (1948).
5. ↑  Fraser (1996).
6. ↑  Tarn (1948)，第233頁.
7. ↑  Hammond (1998)，第262–263頁.
8. ↑  Cohen (2013)，第38頁.
9. ↑  Tarn (1948)，第232頁.
10. 1 2 3  志扬 (1963)，第324頁.
11. ↑  Tarn (1948)，第240頁.
12. ↑  Cohen (1995)，第148頁.
13. ↑  Fraser (1996)，第24頁.
14. ↑  Cohen (2006)，第274–277頁.
15. ↑  Fraser (1996)，第65頁.
16. ↑  Cohen (2006)，第355–362頁.
17. ↑  Fraser (1996)，第118, note 26頁.
18. ↑  Cohen (2006)，第248, 404頁.
19. ↑  Fraser (1996)，第109–115頁.
20. ↑  Cohen (2013)，第260頁.
21. ↑  Fraser (1996)，第132–140頁.
22. ↑  Cohen (2013)，第255–260頁.
23. ↑  林志纯 (2022)，第14頁.
24. ↑  Fraser (1996)，第151–153頁.
25. ↑  Cohen (2013)，第252–255頁.
26. ↑  Fraser (1996)，第148–150頁.
27. ↑  Cohen (2013)，第263–269頁.
28. ↑  倪滕达 (2023)，第236頁.
29. ↑  Fraser (1996)，第116–118頁.
30. ↑  Cohen (2013)，第245–250頁.
31. ↑  沈爱凤 & 杨静 (2022)，第180頁.
32. ↑  Fraser (1996)，第69–70, 161–162頁.
33. ↑  Cohen (2013)，第308–312, 317–318頁.
34. ↑  Fraser (1996)，第71–72, 164–167頁.
35. ↑  Cohen (2013)，第297–301頁.
36. ↑  中国大百科全书总编辑委员会 (1986)，第153頁.
37. ↑  Fraser (1996)，第168–169頁.
38. ↑  Cohen (2013)，第109–117, 182頁.
39. ↑  Fraser (1996)，第32頁.
40. ↑  Cohen (2013)，第117–124頁.
41. ↑  王子午 (2018)，第101頁.
42. ↑  Cohen (1995)，第82頁.
43. ↑  Fraser (1996)，第29–30頁.
44. ↑  Cohen (1995)，第152, 421–422頁.
45. ↑  Rose (2013)，第241頁.
46. ↑  Cohen (1995)，第187–188, 422頁.
47. ↑  Cohen (1995)，第422–423頁.
48. ↑  Cohen (1995)，第420–423頁.
49. ↑  Cohen (2006)，第80, 403–404頁.
50. ↑  Fraser (1996)，第20-21頁.
51. ↑  Cohen (2006)，第403頁.
52. ↑  Cohen (2006)，第404, 406頁.
53. ↑  Cohen (2006)，第403–406頁.
54. ↑  Tarn (1948)，第248頁.
55. ↑  Cohen (2013)，第85–87頁.
56. ↑  Cohen (2013)，第93頁.
57. ↑  Cohen (2013)，第117–124, 192–193頁.
58. ↑  Cohen (2013)，第181–185頁.
59. ↑  Fraser (1996)，第29頁.
60. ↑  Cohen (2013)，第244–245頁.
61. ↑  Fraser (1996)，第138–140頁.
62. ↑  Cohen (2013)，第262頁.
63. ↑  Cohen (2013)，第262–263, 269–271頁.
64. ↑  Cohen (2013)，第320–321, 325–328頁.
65. ↑  Tarn (1948)，第244頁.

### 书籍来源
- Bosworth, Albert B. . Cambridge: Cambridge University Press. 1988. ISBN 978-0-521-40679-6 （英语）.
- Briant, Pierre. . 由Kuhrt, Amélie翻译. Princeton: Princeton University Press. 2010. ISBN 978-0-691-15445-9 （英语）.
- Cohen, Getzel. . Berkeley, California: University of California Press. 1995. ISBN 978-0-520-91408-7 （英语）.
- Cohen, Getzel. . Berkeley: University of California Press. 2006. ISBN 978-0-520-24148-0. JSTOR 10.1525/j.ctt1pnd22 （英语）.
- Cohen, Getzel. . Berkeley: University of California Press. 2013. ISBN 978-0-520-95356-7. JSTOR 10.1525/j.ctt2tt96k （英语）.
- Fraser, Peter M. . Oxford: Clarendon Press. 1996. ISBN 978-0-19-815006-0 （英语）.
- Lane Fox, Robin. . London: Penguin. 2004 [1974]. ISBN 978-0-14-102076-1 （英语）.
- Rose, Charles Brian. . Cambridge: Cambridge University Press. 2013. doi:10.1017/CBO9781139028080.013 （英语）.
- Tarn, William Woodthorpe. . II: Sources and Studies. Cambridge: Cambridge University Press. 1948. ISBN 978-0-521-22584-7 （英语）.
- 西奥多·道奇. . 指文战争艺术001. 由王子午翻译. 长春: 吉林文史出版社. 2017-07. ISBN 978-7-5472-5238-3 （中文（中国大陆））.
- 林志纯. . 长白山学术文库 第一辑. 长春: 吉林人民出版社. 2022-08. ISBN 978-7-206-18169-6 （中文（中国大陆））.
- 中国大百科全书总编辑委员会; 《中国历史》编辑委员会秦汉史编写组; 中国大百科全书出版社编辑部 (编). . 北京: 中国大百科全书出版社. 1986-08. CSBN 11197·1003 （中文（中国大陆））.
- 沈爱凤; 杨静; 王蕴锦; 田燕; 郑轶; 马玲玲; 高艳. . 成都: 四川美术出版社. 2022-03. ISBN 978-7-5410-8449-2 （中文（中国大陆））.
- （法）J.杜丹. . 由志扬翻译. 北京: 商务印书馆. 1963-01. CSBN 4017·9 （中文（中国大陆））.
- 倪滕达. . 新时代“一带一路”古文明文献萃编. 北京: 华夏出版社. 2023-04. ISBN 978-7-5080-9979-8 （中文（中国大陆））.

### 期刊来源
- Hammond, N. G. L. . Greek, Roman, and Byzantine Studies (Duke University Press). 1998, 39: 243–269  [2023-01-01]. （原始内容存档于2023-01-01） （英语）.